# Podział lodowców
Podział lodowców można przeprowadzić w zależności od wpływu rzeźby na ukształtowanie lodowca, bilansu masy lodowca, termikę lub szybkość, z jaką lodowiec się porusza.

## Klasyfikacja lodowców ze względu na wpływ rzeźby na kształt lodowca
Lodowce o kształcie uzależnionym od rzeźby podłoża
- lodowce typu spitsbergeńskiego (inaczej półpokrywowe lub lodowce sieciowe): Svalbard, Nowa Ziemia, południowo-zachodnie wybrzeże Grenlandii
- lodowce piedmontowe (inaczej lodowce przedgórskie): Alaska, Alpy i Tatry w plejstocenie
- lodowce fieldowe: Norwegia
- lodowce górskie, (górsko-dolinne):

1. alpejskie – lodowce karowo-dolinne, najczęstszy typ lodowców: Alpy, Tatry, Karkonosze w plejstocenie
2. lodowce himalajskie w tym także lodowce turkiestańskie; dendrytyczne, spływające z wielu dolin w jeden jęzor główny: Himalaje, Karakorum, Hindukusz;
3. lodowce kraterowe i lodowce stożków wulkanicznych (rodzaj lodowców zboczowych)
4. lodowce karowe, inaczej lodowce typu pirenejskiego: Pireneje, Góry Betyckie, Góry Czerskiego, Ural, Tatry, Karkonosze w plejstocenie
5. lodowce wiszące i lodowce regenerowane
6. lodowce zboczowe, fartuchowe
7. lodowce gruzowe – w pierwotnym sensie uznawane za efekt pełznięcia górskiego permafrostu i wiązane z dziedziną peryglacjalną, a nie glacjalną – Karkonosze w plejstocenie.

Lodowce o kształcie niezależnym od rzeźby podłoża
- lądolody (lodowce kontynentalne): Antarktyda i Grenlandia (występują tam także lodowce półpokrywowe i inne, nieliczne lodowce górskie)
- czasze i czapy lodowe: Islandia (czasza lodowa), góry na wyspach Arktyki Kanadyjskiej (czapa lub czasza lodowa)
- lodowce szelfowe i lodowce pływające: Antarktyda, np. Lodowiec Szelfowy Rossa, Lodowiec Szelfowy Shackletona, Lodowiec Szelfowy Amery’ego, Lodowiec Szelfowy Ronne, Lodowiec Szelfowy Larsena.

## Klasyfikacja lodowców pod względem bilansu masy
- lodowce aktywne: o dodatnim bilansie masy
- lodowce pasywne: o ujemnym bilansie masy
- lodowce stagnujące: o zerowym bilansie masy

## Klasyfikacja lodowców ze względu na termikę lodu
- ciepłe – umiarkowane
- zimne – polarne
- lodowce mieszane – subpolarne, politermalne

## Klasyfikacja lodowców w oparciu o szybkość poruszania się
- lodowce szybkie
- lodowce wolne
- lodowce szarżujące